# 2072 Kosmodemyanskaya
2072 Kosmodemyanskaya è un asteroide della fascia principale. Scoperto nel 1973, presenta un'orbita caratterizzata da un semiasse maggiore pari a 2,4512390 UA e da un'eccentricità di 0,1627414, inclinata di 4,74527° rispetto all'eclittica.
È stato così chiamato in onore di Ljubov' Timofeevna Kosmodem'janskaja, madre dei fratelli Aleksandr Kosmodem'janskij e Zoja Kosmodem'janskaja, entrambi decorati come Eroi dell'Unione Sovietica.